# Chevet

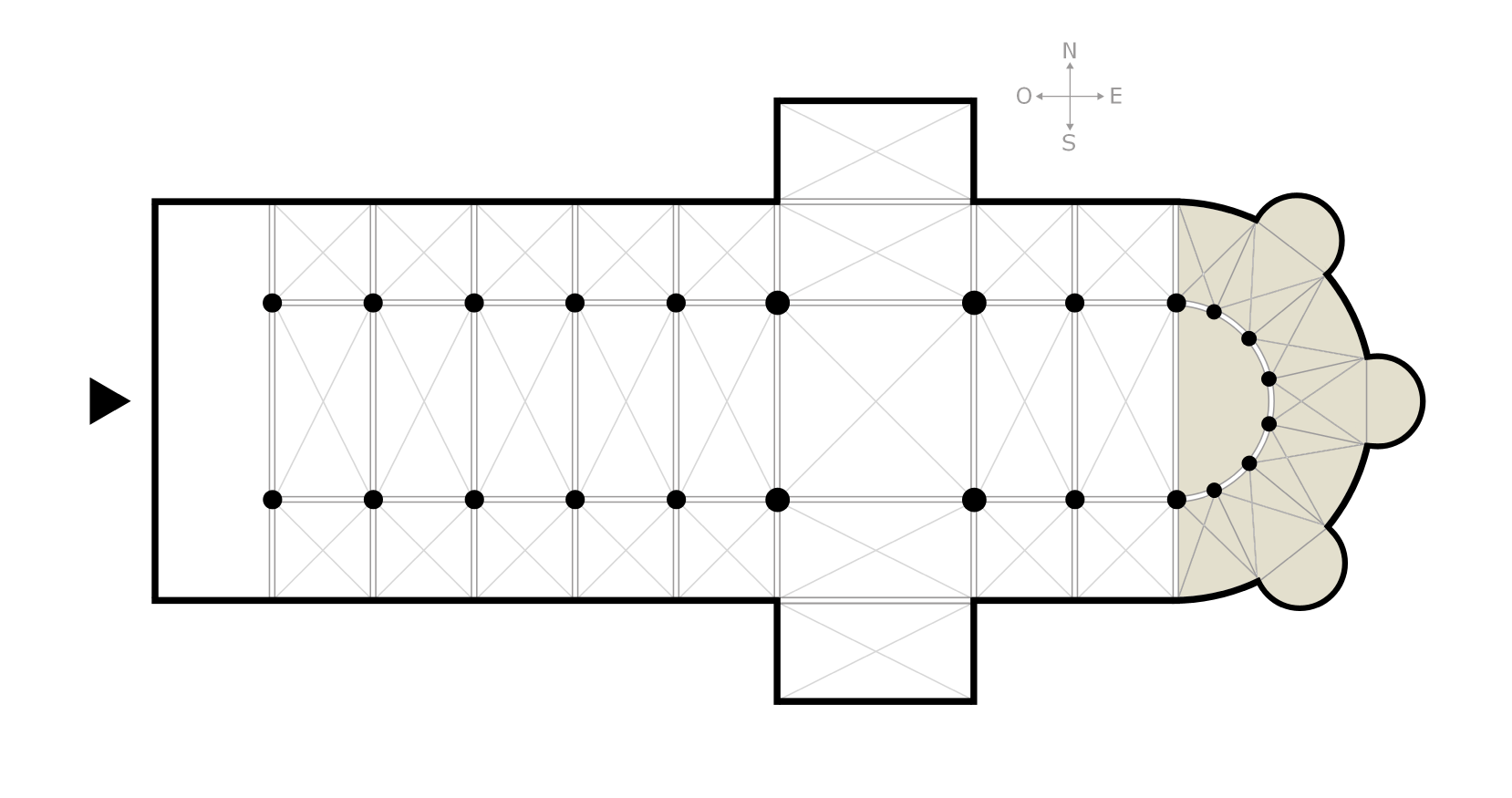
chevet van een kruiskerk

Het chevet is de gehele afsluiting van het koor. Het chevet omvat de apsis of koorsluiting, de straalkapellen en het deel van de kooromgang dat om de apsis ligt.

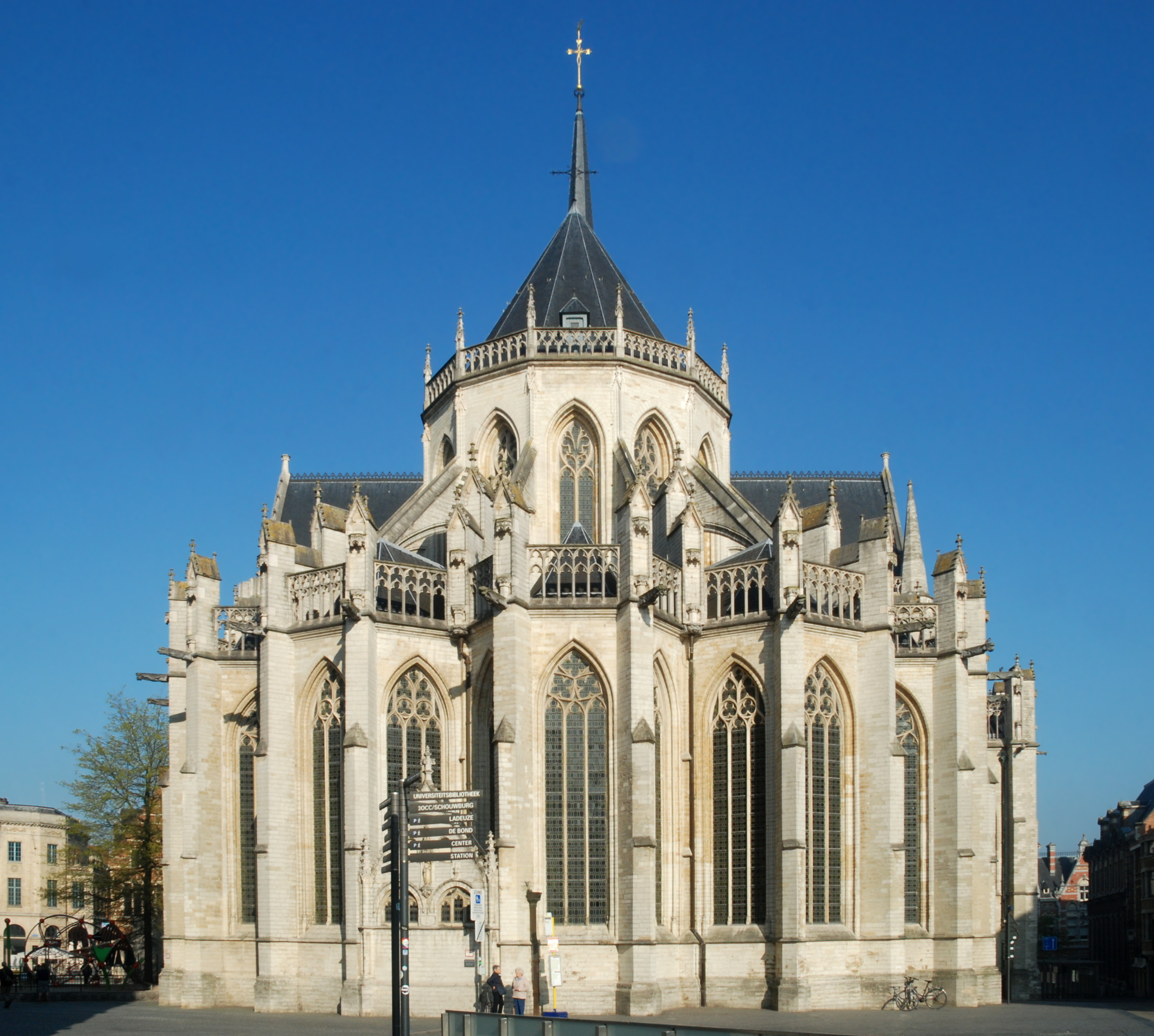
Chevet van de Sint-Pieterskerk in Leuven.